# Hassi El Euch
Hassi El Euch (în arabă حاسى العش) este o comună din provincia Djelfa, Algeria.
Populația comunei este de 11.692 de locuitori (2008).